# Īmeshjeh
Īmeshjeh (persiska: ایمشجه) är en ort i Iran.   Den ligger i provinsen Östazarbaijan, i den nordvästra delen av landet, 400 km väster om huvudstaden Teheran. Īmeshjeh ligger 1 842 meter över havet och antalet invånare är 467.
Terrängen runt Īmeshjeh är kuperad åt nordväst, men åt sydost är den platt. Terrängen runt Īmeshjeh sluttar norrut.Runt Īmeshjeh är det ganska glesbefolkat, med 22 invånare per kvadratkilometer. Närmaste större samhälle är Cherteqlū, 19,1 km nordväst om Īmeshjeh. Trakten runt Īmeshjeh består i huvudsak av gräsmarker.